# Escadron de transformation opérationnelle drones 3/33 Moselle
L'escadron de reconnaissance 3/33 Moselle est un ancien escadron de reconnaissance de l'armée de l'air française dissous en juillet 1993 sur la base aérienne 124 Strasbourg-Entzheim (également dissoute).

## Historique

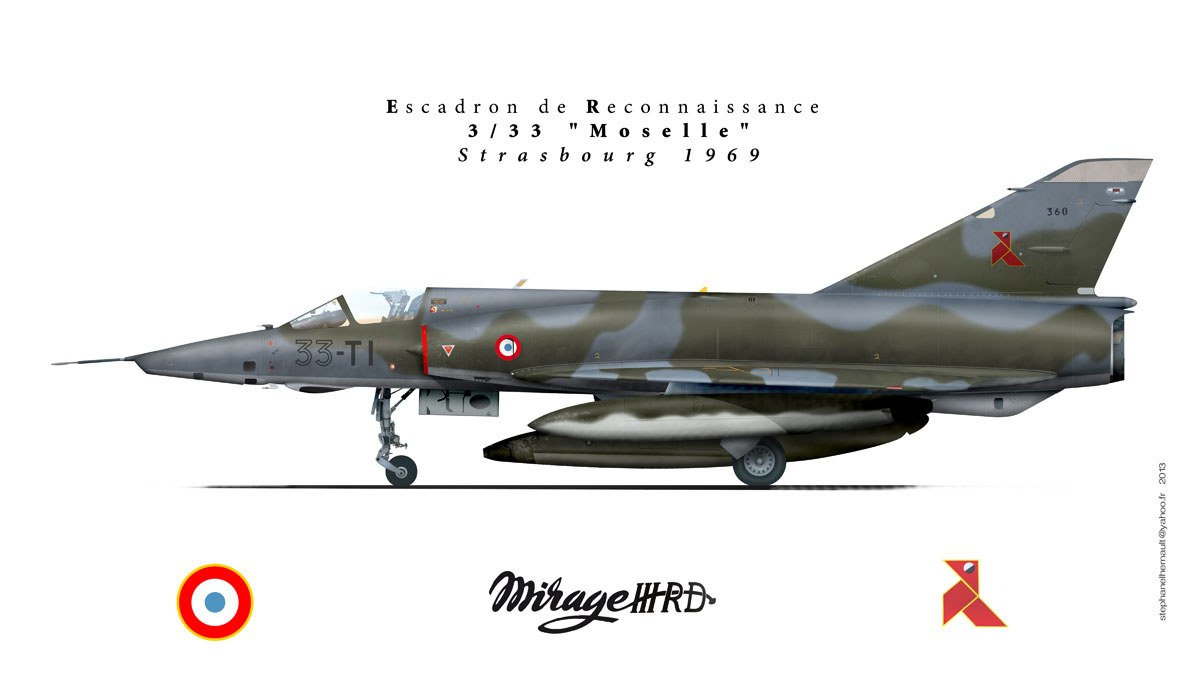
Mirage IIIRD du 3/33 Moselle

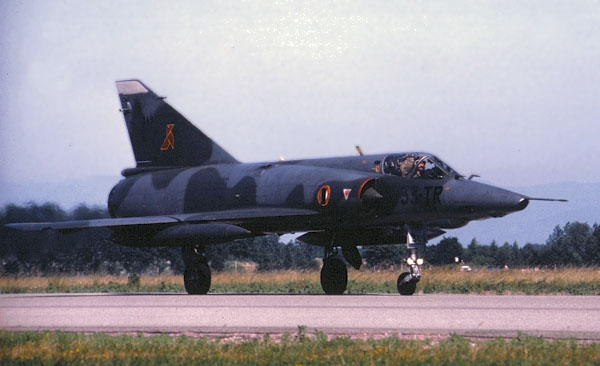
Mirage IIIRD n° 349 33-TR de l'ER 3/33 Moselle

En juillet 1932, le Groupe d'Observation I/33 est créé au sein de la 33e escadre d'observation. Ce groupe possède alors deux escadrilles qui sont l'escadrille no 1 (Cocote) et l'escadrille no 2 (Br244 Léopard). Stationné à Nancy de 1930 à 1939, le Groupe de Reconnaissance I/33 devient son appellation en 1933.
En 1939, à la suite de la dissolution de la 33e escadre de reconnaissance, le GR I/33 devient autonome et est désigné comme groupe de reconnaissance stratégique le 10 mai 1940. Engagé dans les hostilités du 4 septembre 1939 jusqu'au 17 juin 1940, ce groupe est dissous à Sétif le 29 juillet 1940.
C'est le 1er avril 1955, à Cognac, qu'est créé un 3e escadron à la 33e escadre de reconnaissance. Cet escadron de reconnaissance tactique, affilié à l'escadrille BR11 adopte l'appellation de Moselle en 1956. Il rejoint Lahr en juillet 1957 et fait mouvement sur Mont-de-Marsan pour sa transformation sur Mirage IIIR en mars 1963, six mois avant d'arriver à Strasbourg Entzheim.
Il reste à Cognac jusqu'au mois de juillet 1957 et son transfert sur la base de Lahr en Allemagne. 
À peine trois ans plus tard, en mars 1960 il fait mouvement sur la base alsacienne de Strasbourg-Entzheim. C'est sur cette base, le 1er septembre 1965 qu'il prend la désignation d'Escadron de reconnaissance 3/33 Moselle.

Il est dissous le 1er aout 1993 en même temps que la 33e escadre de reconnaissance auquel il est rattaché depuis sa création.
Il reprend du service en septembre 2019 lorsque la 33e Escadre de Reconnaissance renait de ses cendres sous le nouveau nom de 33e Escadre de Surveillance, de Reconnaissance et d'Attaque. Sa mission est désormais la formation initiale des équipages sur système MALE (Moyenne Altitude Longue Endurance) MQ-9 Reaper.

## Escadrilles
- BR 11 Cocotte de gueule

## Bases
- BA 709 Cognac : avril 1955 à juillet 1957
- BA 139 Lahr : juillet 1957 à mars 1960
- BA 124 Strasbourg : mars 1960 à juillet 1994
- BA 709 Cognac Chateaubernard : septembre 2019 à nos jours

## Appareils
- Republic F-84G Thunderjet : 1955-1957
- Republic F-84F Thunderstreak : 1957-1957
- Republic RF-84F Thunderflash : 1957-1963
- Mirage IIIR : 1963-1968
- Mirage IIIRD : 1968-1988
- Mirage F1CR : 1988-1993
- MQ-9 Reaper : 2019-x